# Bubba 'N' Stix
Bubba 'N' Stix è un gioco in stile piattaforme sviluppato da Core Design per Amiga nel 1994. Ricevette buoni consensi all'epoca per via del gameplay geniale.

## Storia
Spazio, nostro secolo. Una razza aliena robotica è in cerca di campioni di organismi viventi per essere semplicemente usati in uno zoo alieno. Un'astronave giunge sulla Terra e rapisce con un raggio traente l'operaio tuttofare Bubba, egli si ritrova all'interno dell'astronave madre in compagnia di altre forme di vita aliene. In seguito tutte le forme di vita vengono  scaricate in un pianeta alieno e Bubba fa conoscenza di un alieno, anch'esso rapito, Stix, esso ha una forma di un bastone con occhi e bocca. Dispersi in un pianeta sconosciuto e irto di pericoli dovranno fare di tutto per tornare ai rispettivi pianeti natali.

## Modalità di gioco
Bubba può saltare, correre, abbassarsi, nuotare e molte altre azioni. Inoltre può usare Stix a suo piacimento;come arma, come appiglio o come supporto per raggiungere punti più elevati. Inoltre può essere usato per attivare interruttori o addirittura come boccaglio per respirare sott'acqua. Il videogioco si sviluppa su cinque livelli.

## Livelli
1. Il pianeta sconosciuto
2. La base aliena
3. Il vulcano attivo
4. Il mare e la città
5. Lo spazioporto

## Curiosità del gioco
- Nei titoli di coda si ringrazia la controfigura nel gioco di Bubba, ovvero Rick Dangerous
- Stix proviene dal pianeta Stixieland